# X-tree
In informatica, un X-tree o X-Albero è una struttura dati che si basa sull'R-tree usata per l'archiviazione di dati multimediali.
Differisce dagli R-tree, R+-tree e R*-tree perché enfatizza la prevenzione sulle sovrapposizioni nei box di confine (quelli che comunemente in inglese è chiamato overlapping).
Essendo R-tree una generalizzazione dei B-tree anche gli R-tree devono soddisfare le seguenti proprietà:
-Ogni nodo può avere al minimo n/2 valori
-Ogni nodo può avere al massimo n valori
-Ogni nodo (tranne la radice) può avere al massimo n+1 figli
Quindi nel caso in cui il nodo è pieno bisogna effettuare lo split del nodo. Quello che si vuole evitare con l'X-tree è che lo split generi overlapping di regioni e così una stessa regione si può trovare in due nodi diversi, e in fase di ricerca questo è negativo perché si devono visitare due nodi dell'albero invece che uno.
Se quindi l'overlapping non si può evitare si fa diventare il nodo nel quale la regione dovrebbe essere inserita un supernodo, cioè un nuovo nodo che può contenere non più solo n elementi (in questo caso regioni) ma bensì n+n (in fase di cancellazione quando i valori del nodo tornano ad essere n allora si ridimensiona nuovamente il supernodo facendolo tornare un nodo normale)
Gli R-tree vengono usati anche nelle basi di dati multimediali.